# Nürnberger Bier im Mittelalter
Das Nürnberger Bier wurde von städtischen Braumeistern in privaten Brauhäusern Nürnbergs gebraut und zum Sieden gebracht. Ein Grund dafür bestand in der besseren Überwachung der Bierhändler, damit diese nicht gegen Vorschriften des Rates verstießen. So wurde beispielsweise die Zusammensetzung der Zutaten kontrolliert und das Vermischen von gutem mit schlechterem Bier verhindert. Zwar waren die Braumeister in den Satzungsbüchern nicht ausdrücklich erwähnt, doch schworen alle auf das Gebot nur Gerste zum Brauen zu verwenden, „(…)die preuwent und mulcent oder mit dem kessel umbegent“. Im 15. Jahrhundert wurden nun auch die Braumeister wortwörtlich in der Bierordnung erwähnt: Sie schworen, „das kein prewmeister prewen sol, er hab dann daruber pflicht gethan“. Hieraus geht ebenso hervor, dass es möglich war, sich zum Braumeister der Stadt ernennen zu lassen. Weitere Passagen der Bierordnung belegen, dass die Braumeister während des gesamten Brauvorgangs anwesend sein mussten, damit nicht zu viel Wasser zugeschüttet, nicht unrechtmäßig gepanscht oder kein Umgeld – eine Art Getränkesteuer – hinterzogen wurde. Ihre tatsächlich aktiven Eingriffe sind in einem kleinen Nebensatz belegt, in denen der Braumeister beim Sieden selbst hand anlege. Dabei wurden die Braumeister von ihren Knechten unterstützt.

## Aufgaben und Rechte des Nürnberger Rates
Eine der Hauptaufgaben einer mittelalterlichen Obrigkeit war es, das Volk mit genügend Lebensmitteln zu versorgen, dabei sollte der Preis gerecht, günstig, aber dennoch für den Produzenten ertragreich sein. Die Qualität der Grundnahrungsmittel, denen auch das Bier angehörte, durfte darunter allerdings nicht leiden. Der Preis des Bieres war aber keinesfalls stets gleich. Abgesehen von den Entscheidungen über die Qualität des jeweiligen Erzeugnisses, die von den Bierkiesern kontrolliert wurde, entschied auch der Rat über die Preisspanne. Schwankungen waren hierbei jedoch oft nur im kleineren Rahmen zu beobachten. Die eigentliche Bedeutung des Bieres liegt laut Valentin Groebner darin, dass es die weitaus billigere Alternative zum Wein und somit das Getränk der armen Leute war. Dass Personen sozial höherer Herkunft insbesondere über den Geschmack des Nürnberger Bieres selten lobende Worte verloren, lässt sich eher auf das mit der Abnehmergruppe verbundene Urteil zurückführen als auf den tatsächlichen Geschmack.
Die Zusammensetzung der Biere wurde vom Rat in Biermustern, später in Bierordnungen, festgehalten. Zwischenzeitlich erlaubte der Rat den Bierhändlern für ein bestimmtes Maß an Bier, weniger Gerste zu verwenden, weil für diese gerade ein höherer Preis verlangt wurde. So veränderten sich zwar der Geschmack und die Stärke des Bieres, doch der Schankpreis blieb gleich. Die Bierhändler beklagten häufig beim Rat den zu niedrigen Bierpreis. Ihre Kosten könnten kaum von den Einnahmen gedeckt werden, dazu kämen weitere Abgaben, wie z. B. das „Umgeld“. Im Memorialbuch der Familie Tucher ist folgender Eintrag zu finden, der aus einer im Rat eingereichter Bitte stammt: „Item so nun einer daraus macht hundert aimer piers, das es doch nit ertragen mag, so gieng daraus zu engelt hundert 29 (U). minus 10 hl. Item so muß man darzu haben, hopfen fur 14 (U); item zu eim prau: holß 7 (U). ez gilt der stoß 22 (U); item sollten die preufneht aufs minst 8 (U); item mulner, putner, pech, fur raif 6 (U); wie wol wir sein, slaiffen, stro, gollicht und solch flain ding nit rechen“ Beschwerden dieser Art waren häufig von Erfolg gekrönt, beispielsweise in Form von Veränderung des Schankpreises. Doch zu jeder neuen Brausaison wurde dieser erneut vom Rat festgelegt. Dabei ist zwischen Winter- und Sommerbier unterschieden worden, letzteres wurde teurer eingestuft. „Da nicht nur das zu teure, auch das zu billige Ausschenken strafbar war (…)“, blieben die Bierhändler entweder auf ihrer Ware sitzen oder sie klagten über das bereits erwähnte Kostenproblem.
Nach Fertigstellung des Bieres kontrollierten Bierversucher bzw. Bierkieser die Erzeugnisse. Ihre Aufgabe war es – wie es der Name schon sagt – das Kosten der Biere, um deren Güte und Preis festzustellen. Schlechte Biere wurden entweder im Preis erheblich heruntergesetzt, oder im Extremfall der Vernichtung zugeführt. Die Bierkieser notierten die Güte und den Preis auch auf den so genannten „Petschiers“, kleinen Täfelchen. Falls Wirte oder Bierhändler sich den Vorschriften widersetzten, so ordnete der Rat an, auf deren Kosten zivile Stadtknechte vor den Häusern postieren zu lassen, die dauerhaft die Einhaltung der Regeln überwachten. Später wurden die Strafen immer weiter verschärft, von Geldstrafen über die komplette Vernichtung des Biervorrates bis hin zur Verhängung von Gefängnisstrafen.
Ferner hatte der Rat die Pflicht, die Bürger mit genügend Bier zu versorgen. Zu Zeiten, in denen es noch keine Konservierungsstoffe gab, war die städtische Vorratshaltung mit Bier über einen längeren Zeitraum nicht möglich. Da die Versorgung der Bürger mit Brot in Zeiten von Lebensmittelknappheit wichtiger war als die mit Bier, konnte sich die Stadt auch nicht dazu entschließen, Braugerste wie Brotgetreide zu lagern. 1553 mussten die Brauhändler ihren Getreidevorrat z. B. an die Bäcker verkaufen, da Missernten zu Engpässen geführt hatten. Andererseits reagierte der Rat auf zu befürchtende Bierknappheit mit dem Hinweis an die Bierhändler, Gerste auf Vorrat zu kaufen, was sonst verboten war, „da der Fürkauf nach damaliger Ansicht nur verteuernd wirkt“. In extremen Fällen kaufte der Rat Rohmaterialien für die Bierhändler auswärtig ein und verhängte ein Exportverbot des Getränkes, damit diese die Bevölkerung mit ausreichend Bier versorgen konnte. Die Marktzeiten und das erlaubte Einkaufsvolumen des einzelnen Bierhändlers sind vom Rat reglementiert worden. Dadurch sollte eine gerechte Verteilung der zur Verfügung stehenden Rohmaterialien unter den Bierhändlern gewährleistet werden. Ein Handel untereinander war ebenso verboten wie der wiederholte Besuch von Getreidemärkten eines Bierhändlers am gleichen Tag.